# Opius saevulus
Opius saevulus är en stekelart som beskrevs av Fischer 1958. Opius saevulus ingår i släktet Opius och familjen bracksteklar. Inga underarter finns listade i Catalogue of Life.